# 伝貰
伝貰（チョンセ、朝鮮語: 전세、傳貰）は、韓国独特の賃貸住宅制度。伝貰権（朝鮮語: 전세권、傳貰權）は韓国民法に明文化された物権であるが、伝貰権設定登記をしない場合は、債権に分類される。

## 概要

### 制度
借り手は、家賃を払う代わりに、契約時に住宅価格の5 - 8割程度の伝貰金を一括で貸し手に払い、一方で月々の家賃は支払いを免除される。不動産の貸し手は、受け取った伝貰金を資金運用して、利子等の収入を得る仕組みになっている。借り手は、引っ越すときに、払った伝貰金を基本的に全額返してもらえる。簡単に言うと、最初にまとまったお金が用意できるのであれば、実質的に家賃を一切払うこと無く、不動産を借りられる制度である。インドやボリビアにも似た仕組みはあるが、一般ではほぼ使われていないため、韓国独特の制度と言える。
チョンセ以外にも、他国では一般的な家賃を月々支払う「月貰（ウォルセ、朝鮮語: 월세）」や、不動産価格の半分くらいをチョンセとして支払って残りは月々に支払うという「半伝貰（バンチョンセ、朝鮮語: 반전세）」といった制度の賃貸物件も存在する。 

### 割合
2010年において、韓国の住宅全体でチョンセの物件が占める割合は、27.1%となっている。

### 問題点
韓国の不動産価格が低かった頃は大きな問題にならなかったが、2017年にはソウルの平均の住宅価格が東京を超えるなど、近年、韓国の不動産価格は上昇に歯止めがかからない状態にある。これに比例して、チョンセの物件の価格も上昇しており、チョンセの物件に入居する場合、日本円換算で数千万円を用立てる必要が生じるようになっている。しかし、蓄えが少ない若年層には、これだけの金額を一括で捻出することは難しく、若者が都市部の住宅に住めない事態を招いている。このことが、韓国の少子化の原因の一つとも指摘されている。
また、チョンセを利用した「GAP投資」というものがある。チョンセで入居可能なマンションを投資家が購入し、価格上昇後に売却して差益を得る投資方法である。物件購入額の6 - 8割は借り主が預けるチョンセの保証金で賄えるので、投資家が用意する資金は少なくてすみ、多くの者が投資に参加するようになっている。ソウル江南区のマンション取引のうち、GAP投資の比率は72%に達しているとされ、チョンセは不動産価格が高騰する一因とされている。
新築の家は相場が分かりづらい点を悪用し、チョンセの保証金を不動産そのものの価格より高く設定し、その保証金を騙し取る詐欺が発生している。